# ZeroCORE

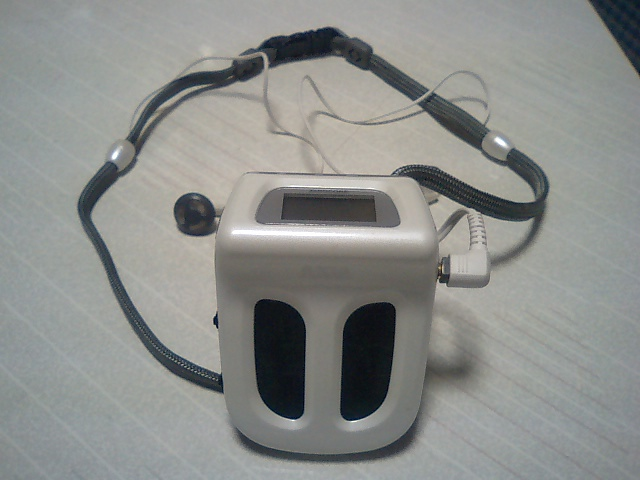
AXIA ZecoCORE

ZeroCORE（ゼロコア）は富士フイルム AXIAが2000年に発売したSolidAudioの商品名である。

## 概要
TwinVQ、MP3、WMAの3つのデータ形式に対応し、128Mまでのスマートメディアに保存した楽曲を再生する装置である。
本体の重量は55gであり、単三乾電池1本で、最長14時間、2700mAhのニッケル水素電池を用いれば最長25時間あまりの連続再生が可能とされる。
128Mのスマートメディアを使用した場合、200曲近い楽曲を持ち出す事ができる。
発売当時のメーカー希望小売価格は35,000円で、従来製品と比べ半額に近いコストパフォーマンスも実現していた事もあり、ZeroCOREは現在のMP3プレーヤーの先駆けとして認知されることとなった。

## 主な特徴
昆虫（スカラベ）を意識してデザインされ、本体ごと首からかけたネックレスの様なスタイルで音楽を聴く事ができる。
ネックストラップにヘッドフォンが内蔵されており、音楽を聞く時コードが邪魔にならない。
また日本語表示にも対応し、2つのジョグダイヤルで全ての操作が行える設計となっている。
付属ソフトはWAVEからの圧縮、CDエンコード、日本語CDDBといった機能にもひととおり対応している。
オンライン公開されている画像ファイルを用意すれば起動時のアニメーションを差し替えられる。